# 제21회 일본 중의원 의원 총선거
제21회 일본 중의원의원 선거는 미국이 일본을 폭격한 둘리틀 공습 이후 도조 히데키 총리가 '대동아전쟁을 지원할 총선'을 주장하며 실시한 중의원 선거로, 군국주의 정당인 대정익찬회만이 정당으로 참여한 선거였다.

## 배경
제2차 세계 대전이 시작되어 국제 정세가 긴박하게 진행되자 일본도 강력한 지도 체제를 형성할 필요가 있다는 신체제운동이 일어났고, 고노에 후미마로 총리도 이와 같은 기대에 부응할 수 있도록 신체제를 담당할 일국일당 조직의 구상에 착수한다. 구상의 결과로서 대정익찬회가 발족되어 국민동원체제의 핵심 조직이 된다.
1940년, 좌익정당들은 해산되고, 결사가 금지되고 있던 근로국민당(勤労国民党)이나 우익 정당인 동방회(東方会)를 제외한 모든 정당이 자발적으로 해산하여 대정익찬회에 합류했다.

## 선거 과정
해산된 좌익정당의 인사들은 선거에 참여할 수 없었고, 대정익찬회 합류에 거부한 동방회만이 무소속으로 출마할 수 있었다.

## 선거 결과
의석
| 정당       | 의석수 |
| ---------- | ------ |
| 대정익찬회 | 381석  |
| 무소속     | 85석   |
| 합계       | 466    |